# Ed O'Neill
Edward Leonard O'Neill, conhecido por Ed O'Neill (Youngstown, 12 de abril de 1946), é um ator, comediante e ex-jogador de futebol americano norte-americano. Conhecido por seus papeis cômicos em Sitcoms de sucesso, frequentemente interpreta homens comuns de família da classe trabalhadora com senso de humor sarcástico ao longo de sua carreira. Ele ganhou quatro Screen Actors Guild Awards, bem como indicações para três Primetime Emmy Awards e dois Globos de Ouros. Seus papéis incluem Al Bundy na sitcom da Fox Married... with Children pelo qual foi indicado a dois Globos de Ouro e Jay Pritchett na premiada sitcom da ABC Modern Family pela qual foi indicado a três Primetime Emmy Awards e ganhou quatro Screen Actors Guild Awards de melhor elenco.
Ele interpretou o governador Eric Baker na série dramática The West Wing (2004–2005) e Donald Sterling na série limitada Clipped (2024) da FX e Hulu. No cinema, O'Neill fez sua estreia no thriller policial Cruising (1980) de William Friedkin. Desde então, ele apareceu na série de filmes Wayne's World (1991–1992), Dutch (1991), Little Giants (1994), Prefontaine (1997), The Spanish Prisoner (1997), The Bone Collector (1999), Sun Dogs (2017) e The Last Shift (2020). Ele fez dublagem para filmes de animação como a franquia Detona Ralph (2012–presente) e Finding Dory (2016).
Estudou na Universidade Youngstown State de sua cidade natal, chegando a treinar na equipe de futebol americano Pittsburgh Steelers porém não seguiu adiante.
Participou de episódios de Miami Vice e estrelou sua própria série policial em 1986 Popeye Doyle. Com o cancelamento da série, ele aceitou participar de Married... with Children. Ainda no cinema pode ser visto em Wayne's World, Wayne's World 2, The Bone Collector.
Participou também das séries Dragnet e John from Cincinnati. Atualmente interpreta Jay Pritchett no seriado Modern Family da rede ABC.
Um fato curioso é que o ator é praticante e faixa-preta de Jiu-Jitsu brasileiro. Aluno antigo do mestre brasileiro Rorion Gracie, O'Neill é um apaixonado pela arte suave.
Foi homenageado na Calçada da Fama em 30 de agosto de 2011.

## Biografia
Ed O'Neill nasceu em uma família católica irlandesa-americana em Youngstown, Ohio, em 12 de abril de 1946. Ambos os lados de sua família são descendentes de imigrantes irlandeses que vieram para os Estados Unidos na década de 1850. 
Sua mãe, Ruth Ann (Née Quinlan) (1924–2017), era dona de casa e assistente social, e seu pai, Edward Phillip O'Neill (1921–2008), era um trabalhador de siderúrgica e motorista de caminhão. O'Neill estudou na Ursuline High School, onde jogou futebol . Aos 14 anos, trabalhou na construção civil e depois em uma siderúrgica.
Ele recebeu uma bolsa de estudos de futebol para a Universidade de Ohio , onde se formou em história, e foi membro do capítulo Mu da fraternidade Delta Tau Delta. Ele deixou a universidade após seu segundo ano. Ele admite que passou mais tempo praticando esportes e festejando do que estudando. Ele também brigou com seu treinador.
Ele foi transferido para a Youngstown State University, onde atuou como jogador de linha defensiva de 1967 a 1968. Como estudante de graduação, ele se comprometeu com a Delta Sigma Phi e foi iniciado no capítulo Delta Sigma lá. Enquanto estava na Youngstown State , ele jogou contra Roger Staubach, que estava jogando pela Estação Naval de Pensacola. O'Neill disse que seu time foi penalizado em 15 jardas quando ele acertou Staubach para fora dos limites. O'Neill said that his team was penalized 15 yards when he hit Staubach out of bounds.

## Carreira como Jogador de Futebol Americano
O'Neill foi contratado como um agente livre não selecionado pelo Pittsburgh Steelers em 1969 sob o comando do técnico novato Chuck Noll, mas foi cortado no campo de treinamento, tendo que competir com o também novato jogador de linha defensiva Joe Greene e LC Greenwood por uma vaga no elenco. Ambos se tornaram membros importantes da defesa do Steel Curtain durante o sucesso do Steelers na década de 1970.  Mais tarde, em Married... with Children , O'Neill interpretou um ex-astro do futebol americano do ensino médio que não conseguiu fazer sucesso e frequentemente relembrava seus "dias de glória" na Polk High ("Uma vez marquei quatro touchdowns em um único jogo"). O'Neill trabalhou como professor substituto de estudos sociais em sua alma mater Ursuline High School antes de se tornar ator.

## Carreira de ator

### 1979–1986: Primeiros papéis de atuação

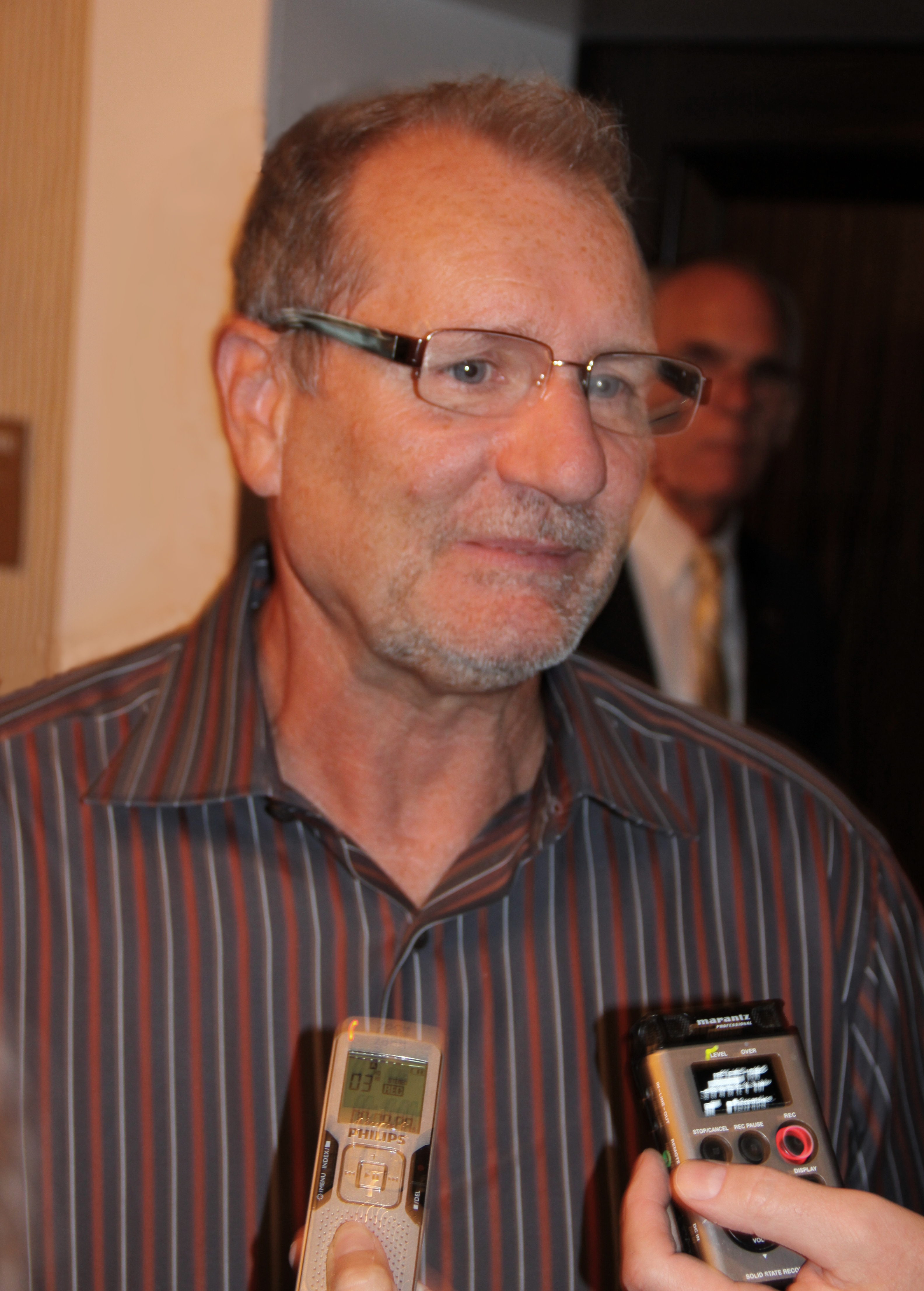
O'Neill em 2010

O'Neill se matriculou novamente na Youngstown State depois de ser cortado pelos Steelers e foi um dos primeiros alunos do novo programa de teatro da escola. Mais tarde, em 1979, ele interpretou um boxeador ao lado de Danny Aiello na peça da Broadway Knockout no Helen Hayes Theatre. Richard Eder do The New York Times descreveu a performance como "arrepiante", acrescentando: "Como Paddy Klonski, o jovem boxeador brutal, o físico imponente de Edward O'Neill, o sorriso pacífico e os olhos vazios formam uma presença genuinamente assustadora". Foi lá que ele foi visto pelo diretor William Friedkin e conseguiu seu primeiro papel no cinema, como um detetive de polícia em Cruising, estrelado por Al Pacino.
Em 1985, O'Neill apareceu em um comercial do Red Lobster. Ele fez uma breve aparição em The Equalizer. Em 1986, ele foi escalado como o detetive do NYPD Jimmy "Popeye" Doyle para a planejada série de televisão Popeye Doyle. O personagem apareceu originalmente no filme The French Connection (interpretado por Gene Hackman). O filme/piloto de duas horas feito para a televisão foi filmado e exibido na rede de televisão. O'Neill recebeu boas críticas por sua atuação, e o piloto recebeu avaliações positivas, mas a série não foi escolhida para produção.

### 1987–2008: Reconhecimento comUma Amor de Famíliae outros papéis
Em 1984, enquanto desempenhava o papel de Lennie em uma produção teatral de Ratos e Homens de John Steinbeck no Hartford Stage em Hartford, Connecticut, ele foi visto por um agente de elenco da rede de televisão Fox e foi convidado a fazer um teste para o papel de Al Bundy em Married... with Children, uma sitcom proposta sobre uma família disfuncional que vive em Chicago. Ele ganhou o papel porque, durante a audição, ele simplesmente abaixou os ombros e suspirou quando estava prestes a entrar pela porta da frente da casa. Married... with Children abriu a primeira noite da programação do horário nobre da Fox em 5 de abril de 1987, concluindo após 11 temporadas em 9 de junho de 1997.
Durante esse tempo, O'Neill estrelou vários filmes, incluindo os filmes de família Dutch (1991) e Little Giants (1994). Ele também teve pequenos papéis nos filmes de comédia Wayne's World (1992) e Wayne's World 2 (1993). Ele apareceu como Relish, o Rei Troll em The 10th Kingdom (2000). Ele teve papéis nos filmes de drama Prefontaine (1997), The Spanish Prisoner (1997) e The Bone Collector (1999). O'Neill fez uma breve aparição no programa de variedades de comédia In Living Colors, interpretando o campeão de "Dirty Dozens" que derrota o desafiante, interpretado por Jamie Foxx em 1994. Ele também fez uma participação especial no seriado 8 Simple Rules como o ex-namorado de Cate S. Hennessy (interpretada por Katey Sagal, que interpretou a esposa de O'Neill, Peggy Bundy, em Married... with Children ). Ele apareceu no filme The Adventures of Ford Fairlane com Andrew Dice Clay. Em meados da década de 1990, ele teve uma série de aparições em comerciais para 1-800-COLLECT .
O criador da franquia Law & Order, Dick Wolf, escalou O'Neill como o sargento Joe Friday em sua atualização de 2003 da franquia de mídia Dragnet de Jack Webb. A série foi cancelada pela ABC em sua segunda temporada. O'Neill passou a aparecer como o governador Eric Baker, um personagem recorrente na série de drama político da NBC The West Wing de 2004 a 2005. O'Neill also played Bill on HBO's television series John from Cincinnati. In 2008, O'Neill appeared in an advertisement for then-presidential candidate Barack Obama as "Al the Shoesalesman". O'Neill também interpretou Bill nasérie de televisão da HBO John from, Cincinnati. Em 2008, O'Neill apareceu em um anúncio do então candidato presidencial Barack Obama como "Al the Shoesalesman". Em janeiro de 2009, O'Neill se reuniu com David Faustino (Bud Bundy de Married... with Children ) para dois episódios do programa Star-ving de Faustino. O'Neill também apareceu com todo o elenco de Married... with Children novamente quando eles foram homenageados no 7º show anual do TV Land Award em 2009.

### 2009-presente: Sucesso emModern Familye trabalho continuo
Por onze temporadas, O'Neill desempenhou o papel de Jay Pritchett na sitcom Modern Family da ABC de 2009 a 2020. Ken Tucker, da Entertainment Weekly , escreveu: "O'Neill pode ter o trabalho mais complicado aqui. Um homem de meia-idade que se casou novamente com uma latina bombástica... sua Jay quer aproveitar seu prêmio de crise de meia-idade atrasada, mas tem que aturar seu filho deprimido... e fazer isso sem parecer um velho idiota malvado. O'Neill e os escritores conseguem fazer Jay sarcástico e um cara genuinamente decente." Gina Bellafante, do The New York Times, escreveu: "O Sr. O'Neill retrata primorosamente o homem sério para o caminhão de bombeiros de Sofia Vergara ". Barry Garron do The Hollywood Reporter escreveu: " Al Bundy de O'Neill é um dos personagens mais inesquecíveis da TV, mas este papel permitirá que os espectadores o vejam sob uma nova luz". O papel lhe rendeu três indicações ao Primetime Emmy Awards de Melhor Ator Coadjuvante em Série de Comédia - em 2011, 2012 e 2013. O'Neill ganhou o Screen Actors Guild Award de Melhor Elenco em Série de Comédia quatro vezes de 2010 a 2013.
Desde 2012, O'Neill faz locuções em anúncios de TV para a forma de venda livre de Zyrtec, junto com o serviço de telefonia móvel da marca Walmart Straight Talk. Em 2016, O'Neill estrelou como Hank, o polvo, no filme de animação da Pixar Procurando Dory. De acordo com O'Neill, ele não percebeu a princípio que tinha um papel principal no filme. À medida que suas sessões de gravação de voz continuaram e a maioria de suas interações acabou sendo com Dory, ele começou a suspeitar que Hank era um personagem importante no filme.
O'Neill estrelou na FX na minissérie do Hulu Clipped interpretando Donald Sterling. Andrew Lawrence do The Guardian deu ao show uma pontuação perfeita declarando, "Quarenta anos interpretando excêntricos na tela deram a Ed O'Neill uma compreensão particular das peculiaridades, queixas e fraquezas de Sterling que poucos outros em seu campo podem reivindicar".  Daniel Feinberg do The Hollywood Reporter escreveu, "O'Neill se inclina fortemente em cada aspecto de sua grotesca intitulada, desde o externo - um trabalho de tingimento tão ruim - até a certeza atordoada em suas entonações. Não é uma performance sutil, mas a grosseria geral de Donald Sterling não era um segredo". Quinci LeGardye do The AV Club declarou, "O'Neill dá uma performance habilidosa como um ser humano verdadeiramente repreensível".

## Vida Pessoal
O'Neill é casado com a atriz Catherine Rusoff. Em 2016, eles moravam em Los Angeles com suas duas filhas.
Após ser apresentado ao jiu-jitsu brasileiro por seu amigo escritor/diretor John Milius , O'Neill treinou por 22 anos sob a orientação de Rorion Gracie. Em dezembro de 2007, após 16 anos de treinamento, O'Neill recebeu sua faixa preta. No documentário de TV de 2012 I Am Bruce Lee , O'Neill afirma que considera obter sua faixa preta "a maior conquista da minha vida, além dos meus filhos".
Em 18 de maio de 2013, O'Neill recebeu o título honorário de Doutor em Artes de sua alma mater, a Youngstown State University. Em 30 de novembro de 2023, após a polêmica contratação do congressista republicano Bill Johnson como presidente da universidade, O'Neill disse à Ideastream que iria devolver seu diploma, dizendo: "Eu não quero... Vou começar a chamá-lo de Trump -U."

### Filmes
| Ano  | Titulo                                  | Papel              | Notas        |
| ---- | --------------------------------------- | ------------------ | ------------ |
| 1980 | Cruising                                | Detetive Schreiber |              |
| 1980 | The Dogs of War                         | Terry              |              |
| 1989 | Disorganized Crime                      | George Denver      |              |
| 1989 | K-9                                     | Sergeant Brannigan |              |
| 1990 | The Adventures of Ford Fairlane         | Lieutenant Amos    |              |
| 1990 | Sibling Rivalry                         | Wilbur Meany       |              |
| 1991 | Dutch                                   | Dutch Dooley       |              |
| 1992 | Wayne's World                           | Glen               |              |
| 1993 | Wayne's World 2                         | Glen               |              |
| 1994 | Blue Chips                              | Ed Axelby          |              |
| 1994 | Little Giants                           | Kevin O'Shea       |              |
| 1997 | Prefontaine                             | Bill Dellinger     |              |
| 1997 | The Spanish Prisoner                    | Home do FBI        |              |
| 1999 | The Bone Collector                      | Paulie Sellitto    |              |
| 2000 | Lucky Numbers                           | Dick Simmons       |              |
| 2001 | Nobody's Baby                           | Norman Pinkney     |              |
| 2004 | Spartan                                 | Burch              |              |
| 2005 | Steel Valley                            | Cardone            |              |
| 2008 | Redbelt                                 | Produtor Hollywood |              |
| 2010 | Lost Masterpieces of Pornography        | Renato Corona      |              |
| 2012 | Wreck-It Ralph                          | Mr. Litwak         | Dublagem     |
| 2015 | Entourage                               | Ele mesmo          |              |
| 2016 | Finding Dory                            | Hank               | Dublagem     |
| 2016 | Traficant: The Congressman of Crimetown | Ele mesmo          | Documentario |
| 2017 | Sun Dogs                                | Bob Garrity        |              |
| 2018 | Ralph Breaks the Internet               | Mr. Litwak         | Dublagem     |
| 2020 | The Last Shift                          | Dale               |              |

### Televisão
| Ano       | Titulo                             | Papel                         | Notas                              |
| --------- | ---------------------------------- | ----------------------------- | ---------------------------------- |
| 1980      | The Day the Women Got Even         | Ed                            | TV film                            |
| 1981      | Another World                      | Lenny                         | 1 Episódio                         |
| 1982      | Farrell for the People             | Jay Brennan                   |                                    |
| 1983      | When Your Lover Leaves             | Mack Sher                     |                                    |
| 1984      | Miami Vice                         | Arthur Lawson / Artie Rollins | 1 Episódio                         |
| 1985      | Moonlighting                       | motorista                     | 1 Episódio                         |
| 1985      | Hunter                             | Dan Colson                    | 1 Episódio                         |
| 1985      | Braker                             | Danny Buckner                 |                                    |
| 1985      | The Equalizer                      | Doutor                        | 1 Episódio                         |
| 1985      | Spenser: For Hire                  | Buddy Almeida                 | 1 Episódio                         |
| 1986      | A Winner Never Quits               | Whitey Wyshner                |                                    |
| 1986      | Popeye Doyle                       | James "Popeye" Doyle          | 1 Episódio                         |
| 1987      | Right to Die                       | parente de Bob                |                                    |
| 1987–1997 | Married... with Children           | Al Bundy                      | Papel Principal - 259 episódios    |
| 1988      | Police Story: Gladiator School     | 1 Episódio                    |                                    |
| 1988      | Midnight Caller                    | Hank                          | 1 Episódio                         |
| 1990      | Saturday Night Live                | Apresentador Convidado        | 1 Episódio                         |
| 1990      | A Very Retail Christmas            | Max Crandall                  |                                    |
| 1990      | The Earth Day Special              | Al Bundy                      | Especial para tv                   |
| 1991      | Top of the Heap                    | Al Bundy                      | Participação Espacial - 1 Episódio |
| 1991      | The Whereabouts of Jenny           | Jimmy O'Meara                 |                                    |
| 1994      | In Living Color                    | Ele mesmo                     | 1 Episódio                         |
| 1995      | W.E.I.R.D. World                   | Dr. Monochian                 | TV film                            |
| 2000      | The 10th Kingdom                   | Virginia Lewis                | 9 episódios                        |
| 2001      | Big Apple                          | Michael Mooney                | 8 episódios                        |
| 2003–2004 | Dragnet                            | Joe Friday                    | Elenco Principal                   |
| 2004      | In the Game                        | Buzz                          | 1 Episódio                         |
| 2004–2005 | The West Wing                      | Governador Eric Baker         | 4 episódios                        |
| 2005      | 8 Simple Rules                     | Matt Walsh                    | 1 Episódio                         |
| 2006      | Inseparable                        | Alan                          |                                    |
| 2006      | Twenty Good Years                  | Brock Manley                  | 1 Episódio                         |
| 2006      | The Unit                           | William Partch                | 1 Episódio                         |
| 2007      | John from Cincinnati               | John Monad                    | 10 episódios                       |
| 2009      | WordGirl                           | Panicking Man - dublagem      | 1 Episódio                         |
| 2009–2020 | Modern Family                      | Jay Pritchett                 | Papel Principal - 250 episódios    |
| 2011      | Kick Buttowski: Suburban Daredevil | pai - dublagem                | 1 Episódio                         |
| 2011      | Handy Manny                        | Mayor Thompson - Dublagem     | 1 Episódio                         |
| 2012      | The Penguins of Madagascar         | Orson - Dublagem              | 1 Episódio                         |
| 2013      | Real Husbands of Hollywood         | Himself                       | 1 Episódio                         |
| 2015      | Family Guy                         | Bud Swanson - Dublagem        | 1 Episódio                         |
| 2019      | Weird City                         | Burt Maxsome                  | 1 Episódio                         |
| 2020      | A Modern Farewell                  | Ele mesmo                     | documentário de Modern Family      |
| 2024      | Finding Your Roots                 | Ele mesmo                     | 1 Episódio                         |
| 2024      | Clipped                            | Donald Sterling               | minissérie                         |
| TBA       | All's Fair                         | A Anunciar                    | Elenco recorrente                  |